# Krysznadźanmasztami

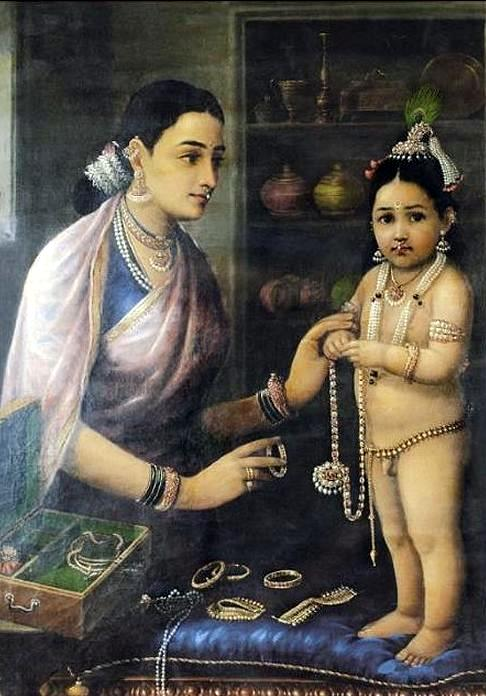
Kryszna z matką Jaśodą

Krysznadźanmasztami (dewanagari: कृष्णजन्माष्टमी, trl. kṛṣnajanmaṣṭami, ang. Krishna Janmasthami, także: Krisznasztami, Gokulasztami, Śrikryszna Dźajanti, Śri Dźajanti) – hinduistyczne święto, upamiętniające narodziny boga Kryszny, obchodzone w lecie według kalendarza księżycowego.

## Data
Święto Narodzin Kryszny obchodzone jest ósmego dnia tzw. „ciemnej połowy” (Kryszna Paksza) miesiąca Bhadrapada według kalendarza hinduskiego, kiedy Nakszatra Rohini jest w fazie wstępującej. Daty świętowania zmieniają się co roku: w 2006 przypadały na 15 i 16 sierpnia.

## Świętowanie
Pobożni wyznawcy Kryszny poprzedzają święto całodobowym postem ścisłym (nie pijąc nawet wody). Po tym następuje całonocne czuwanie, upamiętniające narodziny Kryszny w celi więziennej w Mathurze i jego cudowne uratowanie przez natychmiastowe przeniesienie do rodziny zastępczej we Vrindavanie.
O północy posążek Kryszny-dziecka jest kąpany, umieszczony w kołysce, a następnie oddaje mu się cześć.
W południowych Indiach wczesnym rankiem na zewnątrz domu kobiety usypują z mąki ryżowej ślady dziecięcych stóp, zmierzających w stronę drzwi. To symbolizuje schronienie się boga w domu rodziców zastępczych. Po ablucjach i porannych modlitwach przerywany jest post i jedzone jest prasadam (jedzenie poświęcone Bogu). Potem następuje południowa uczta, gromadząca całe rodziny, które raczą się głównie słodyczami z masła i mleka (ulubionymi przez Krysznę w dzieciństwie).
W Indiach północnych święto „Dahi-Handi” ma mniej rodzinny, a bardziej dewocyjny charakter; w miejscach, związanych z życiem boga (Vrindavan i Mathura) świątynie Kryszny są miejscem kilkudniowych, barwnych i hałaśliwych obchodów, podczas których wierni tańczą i śpiewają pieśni religijne. Inscenizuje się rasa lila transcendentne rozrywki z życia Kryszny, obrazujące jego miłość do Radhy (to uczucie symbolizuje wzajemną miłość Boga i jego wyznawców). Jest to jedyna okazja do takich inscenizacji, które wymagają szczególnej atmosfery duchowej i odcięcia się od materialnego świata.
W stanie Maharashtra święto „Dahi-Handi” koncentruje się na inscenizacjach scen z młodości Kryszny, gdy wspólnie z towarzyszami zabaw psocił w domach sąsiadów, zabierając im np. masło. Gliniane naczynia z masłem zawiesza się wysoko nad ziemią, a tłum rozbawionych młodych mężczyzn i chłopców, krzycząc „Gowinda, Gowinda” (jeden z tytułów Kryszny), tworzy „ludzką piramidę” i usiłuje stłuc naczynia.
W Bombaju i Punie święto obchodzi się z wielkim entuzjazmem: grupy młodzieży, zwane Govinda Patak (Oddziały Pana Kryszny) objeżdżają miasto ciężarówkami, usiłując przeszkodzić w tworzeniu „ludzkich piramid”. Ta zabawa jest często formą rywalizacji o nagrody.